# Les Victimes de l'alcoolisme
 (juillet 2025).
Pour plus de détails, voir Fiche technique et Distribution.
Les Victimes de l'alcoolisme est un film muet français en noir et blanc réalisé par Ferdinand Zecca, sorti en  en 1902. 

## Synopsis
Film en cinq tableaux. Un ouvrier sombre dans l'alcoolisme, entraînant sa famille dans la misère. 

## Fiche technique
- Titre : Les Victimes de l'alcoolisme
- Réalisation : Ferdinand Zecca
- Scénario : d'après le roman d'Émile Zola : L’Assommoir
- Société de production : Pathé Frères
- Société de distribution : Pathé Frères
- Durée : 3 minutes 45 secondes
- Pays de production : France
- Format : Noir et blanc - Muet
- Genre : Film dramatique
- Date de sortie :
  - France : 1902

## Autour du film
Les cinq tableaux :
- 1. Intérieur du ménage ouvrier heureux et prospère
- 2. Le premier pas chez le marchand de vins
- 3. Les ravages de l'alcool. Sa femme vient le chercher au cabaret
- 4. Dans la mansarde. Misère
- 5. La maison de fous. Le cabanon. Delirium tremens